# Barbus lamani
Barbus lamani är en fiskart som beskrevs av Einar Lönnberg och Hialmar Rendahl 1920. Barbus lamani ingår i släktet Barbus och familjen karpfiskar. IUCN kategoriserar arten globalt som otillräckligt studerad. Inga underarter finns listade.